# 33415 Felixwang
33415 Felixwang è un asteroide della fascia principale. Scoperto nel 1999, presenta un'orbita caratterizzata da un semiasse maggiore pari a 2,3037938 UA e da un'eccentricità di 0,0667154, inclinata di 5,62910° rispetto all'eclittica.